# Contea di Perry (Mississippi)
La contea di Perry ( in inglese Perry County ) è una contea dello Stato del Mississippi, negli Stati Uniti. La popolazione al censimento del 2000 era di 12 138 abitanti. Il capoluogo di contea è New Augusta.